# Santiria tomentosa
Santiria tomentosa är en tvåhjärtbladig växtart som beskrevs av Carl Ludwig von Blume. Santiria tomentosa ingår i släktet Santiria och familjen Burseraceae. Inga underarter finns listade i Catalogue of Life.